# ناحیه أولاد عنتر
ناحیه أولاد عنتر (به عربی: دائرة أولاد عنتر) یک ناحیه در الجزایر است که در استان مدیه واقع شده‌است.